# Mariotte (sous-marin)
Pour les articles homonymes, voir Mariotte.
Le Mariotte (Q74) est un sous-marin de la Marine nationale française lancé en 1911. Piégé par l'armée turque dans le détroit des Dardanelles, il est sabordé par son équipage le 26 juillet 1915.

## Conception
Fabriqué à l'arsenal de Cherbourg, le Mariotte est un sous-marin à coque unique, à partir des plans Maugas dérivant de la série des sous-marins Émeraude, et ne s'inscrit donc dans aucune classe de navires.
Ce sous marin conçu pour pouvoir accompagner les escadres sans les ralentir. Il est donc doté d'une motorisation diesel double reliée à deux arbres d’hélices et une forme hydrodynamique.
L’ingénieur de 1ère classe Charles Radiguer proposa les plans d’un sous-marin qui avait une flottabilité limitée et un haut franc-bord avant afin d’améliorer la tenue à la mer. Pour assurer une meilleure tenue à la mer, sa flottabilité avait été reportée à l’avant ; ainsi ce submersible ne disposait que de ballasts extrêmes et un groupe de ballasts au milieu. Les formes étaient par ailleurs très affinées dans le but de réaliser une vitesse importante. La silhouette du futur Mariotte Q 74 allait se voir affublée d’une partie grandement surélevée sur la moitié avant du bâtiment (brise-lames). Cet aménagement particulier allait donner à ce sous-marin le surnom de ‘’Brosse à dent’’. Radiguer fit parvenir son projet au Ministre de la Marine Thomson qui l’accepta le 31 décembre 1906. Construit par l’arsenal de Cherbourg le 30 mars 1908, il est lancé le 2 février 1911 et mis en service en janvier 1913.
Ses principales caractéristiques étaient :
- Tonnages : 530t en surface /627 t en plongée
- Dimensions : 64,75 x 4,30 x 3,83 m
- Deux diesels 4 temps Sautter-Harlé 6 cylindres x 700 cv
- Deux moteurs électriques x 500 cv
- Vitesses : 14,26 nœuds en surface /11,66 nœuds en plongée
- Armement : 4 Torpilles de 450 mm – 2 appareils lanceurs Drzewieki
- Équipage : 29

## Histoire
Durant la bataille des Dardanelles, les sous-marins Mariotte, commandé par le lieutenant de vaisseau Fabre, Saphir, commandé par le lieutenant de vaisseau Henri Fournier, et Joule, commandé par le lieutenant de vaisseau Aubert Dupetit Thouars de Saint-Georges, vont échouer dans leur tentative de franchissement du détroit, respectivement les 1er mai et 27 juillet 1915.
le 25 juillet 1915, il fait route dans le détroit des Dardanelles ; route reconnue par le lieutenant de vaisseau Fabre, lors d'un vol de reconnaissance en hydravion. 
Le 26 juillet 1915, le Mariotte, ayant quitté le port de Moudros sur l'île grecque de Lemnos, longe la côte d’Europe du détroit des Dardanelles afin de traverser le champ de mines de Kephez qu’il réussit à franchir. Il plonge dans la nuit à 0h45. Remontant en surface à 05h35, le bâtiment est à l’arrêt car une de ses hélices est prise dans un filet tendu par les Turcs en travers du détroit. Les manœuvres de dégagement sont sans effet, le Mariotte doit faire surface à 200 mètres de la pointe de Chanak, une mine se trouvant à son avant. Au moment de replonger, il est pris sous le feu d’une batterie turque provoquant des dégâts notamment à son kiosque. L’ordre d’évacuation est alors donné, le matériel est sabordé et les documents sont détruits. L’ouverture des vannes conduit à la disparition sous les flots du Mariotte, alors que l’équipage embarque sur une chaloupe turque et est fait prisonnier. Trois sous-mariniers décèdent en captivité en Turquie:
- Le premier-maître mécanicien Ventrillon Henri Georges Augustin inhumé à Afyonkarahisar (Turquie d’Asie) : acte de décès adressé par le ministre de la Marine au maire de Cherbourg (Manche) le 31 juillet 1919, et transcrit à Cherbourg le 6 août 1919.
- Le quartier-maître électricien Le Port Ernest Emmanuel, à Angora (Turquie d’Asie) des suites de maladie: acte de décès transcrit à Locquemiquelic (Morbihan), le 24 septembre 1919.
- Le second maître mécanicien Vautier Victor Alphonse, décédé le 18 octobre 1916 à Beleimadick (Turquie d’Asie) des suites de « fièvre pernicieuse » : acte de décès transcrit à Lorient (Morbihan), le 31 juillet 1919.

Le sous-marin Mariotte est cité à l'ordre de l'armée.